# Gmina Małkinia Górna
Gmina Małkinia Górna là một gmina nông thôn (quận hành chính) ở hạt Ostrów Mazowiecka, Masovian Voivodeship, ở miền đông trung bộ của Ba Lan. Khu vực bầu cử của nó là làng Małkinia Górna, nằm cách Ostrów Mazowiecka khoảng 16 kilômét (10 mi) về phía đông nam của và cách Warsaw 90 km (56 mi) về phía đông bắc.
Gmina có diện tích 134,08 kilômét vuông (51,8 dặm vuông Anh), và tính đến năm 2006, tổng dân số của nó là 12.224 người (12.048 người vào năm 2013).

## Làng
Gmina Małkinia Gorna bao gồm các làng và các khu định cư như Błędnica, Boreczek, Borowe, Daniłówka Druga, Daniłówka Pierwsza, Daniłowo, Daniłowo-Parcele, Glina, Grady, Kańkowo, Kiełczew, Klukowo, Małkinia Dolna, Małkinia Gorna, Niegowiec, Orło, Podgórze-Gazdy, Poniatowo, Prostyń, Przewóz, Rostki Wielkie, Rostki-Piotrowice, Sumiężne, Treblinka, Żachy-Pawły, Zawisty Nadbużne và Zawisty Podleśne.

## Gmina lân cận
Gmina Małkinia Górna giáp với các gmina như Brańszchot, Brok, Ceranów, Kosów Lacki, Ostrów Mazowiecka, Sadowne và Zaręby Kościelne.